# Évran
Évran (bretonisch: Evrann) ist eine französische Gemeinde mit 1.787 Einwohnern (Stand 1. Januar 2022) im Département Côtes-d’Armor, in der Region Bretagne.
Die Stadt liegt am Canal d’Ille-et-Rance, der eine schiffbare Verbindung zwischen Rennes und Saint-Malo herstellt. Der Kanal hat heute aber nur mehr touristische Bedeutung. Etwa einen Kilometer nordwestlich der Stadt münden die Flüsse Linon von rechts und die Rance, die kurz davor noch den Zufluss Guinefort aufnimmt, von links in den Kanal. Der in weiterer Folge kanalisierte Flusslauf der Rance wird ab hier Teil des Canal d’Ille-et-Rance.

## Bevölkerungsentwicklung
| Jahr                       | 1962 | 1968 | 1975 | 1982 | 1990 | 1999 | 2006 | 2016 |
| Einwohner                  | 1556 | 1468 | 1524 | 1596 | 1561 | 1473 | 1599 | 1705 |
| Quellen: Cassini und INSEE |      |      |      |      |      |      |      |      |

## Baudenkmäler
Siehe: Liste der Monuments historiques in Évran

## Persönlichkeiten
- Auguste Haouisée (1877–1948), Ordensgeistlicher und Bischof von Shanghai